# Полибеја
Полибеја или Полибоја је у грчкој митологији било име више личности.

## Митологија
1. Према Аполодору и Паусанији, била је или кћерка Амикла и Диомеде или Пијера и Клио.[1] Била је из Спарте и награђена је бесмртношћу (апотеаза), те постала полубогиња, Артемидина пратиља. Њено име је имало значење „много крава“ и представљало је комплимент њеној лепоти, јер су очеви племенитих девојака добијали стада стоке као поклон приликом њихове удаје. Вероватно је била идентификована са Филонојом, такође спартанском полубогињом.[2]
2. Према Диодору, била је кћерка Оикла, краља Аргоса и Хипермнестре.[1]

## Биологија
Латинско име ових личности (Polyboea) је назив за род у оквиру групе паука.